# Aspalathus alpestris
Aspalathus alpestris là một loài thực vật có hoa trong họ Đậu. Loài này được (Benth.) R.Dahlgren miêu tả khoa học đầu tiên.